# در پرانتز نهادن
در پرانتز نهادن (آلمانی: Einklammerung؛ انگلیسی Bracketing؛ همچنین اپوخه «epoché» یا تقلیل پدیدارشناسانه «the phenomenological reduction») اصطلاحی فلسفی در مکتب پدیدارشناسی است که عمل تعلیق قضاوت درباره جهان طبیعی و به جای آن تمرکز بر تحلیل تجربه ذهنی را شرح می‌دهد.

## معادل
واژه «Bracketing» در فارسی به «در پرانتز نهادن» و «بین الهلالین نهادن» ترجمه شده است.